# マット・ティーセン
マシュー・アーノルド・ティーセン（Matthew Arnold Thiessen、1980年8月12日 - ）は、リライアントKのギター兼ヴォーカル。カナダ出身。彼の音楽は彼の過去およびキリスト教によって影響を及ぼされる。ギターを弾くのにピックを使わない。

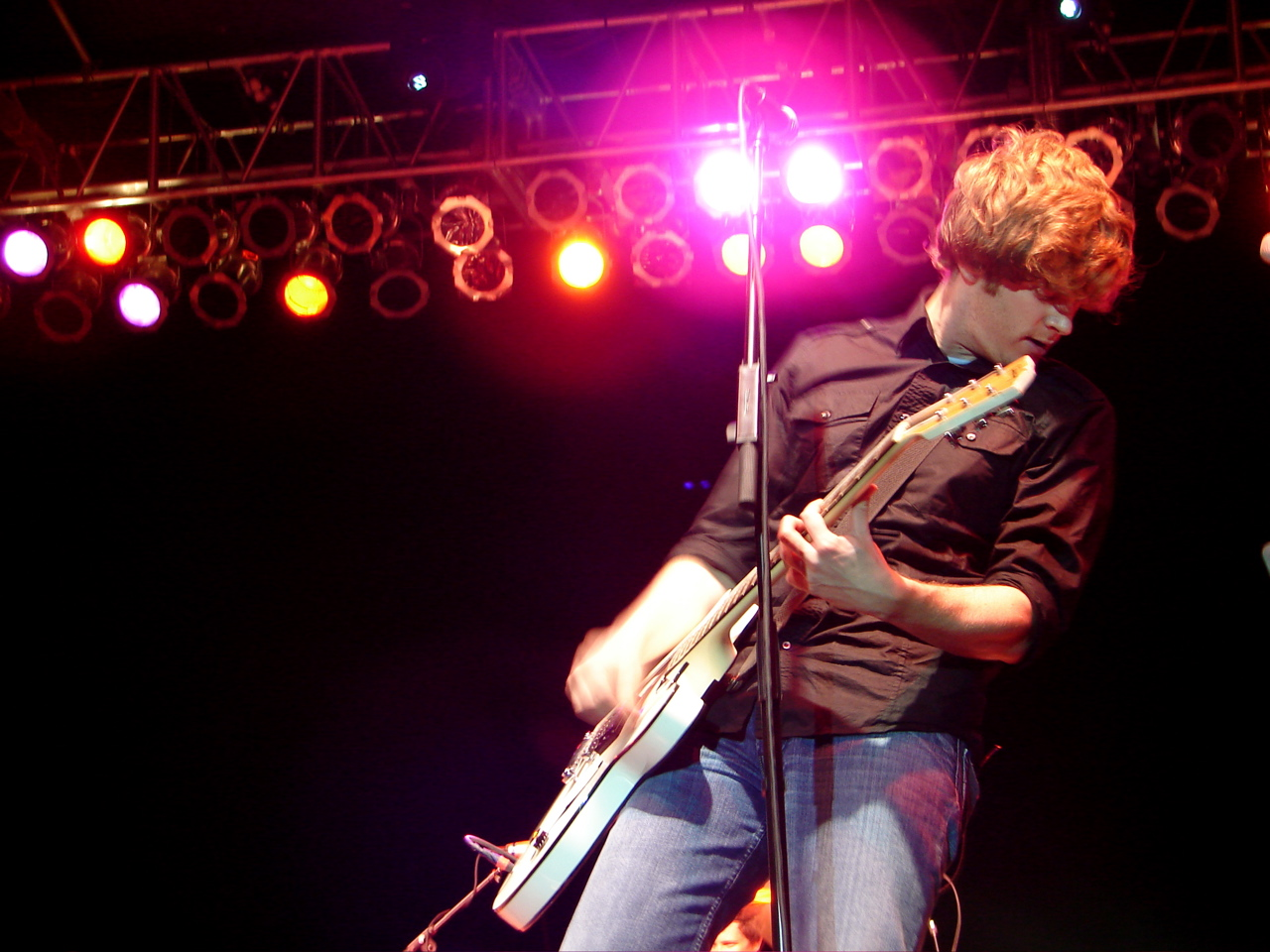
2006年7月2日

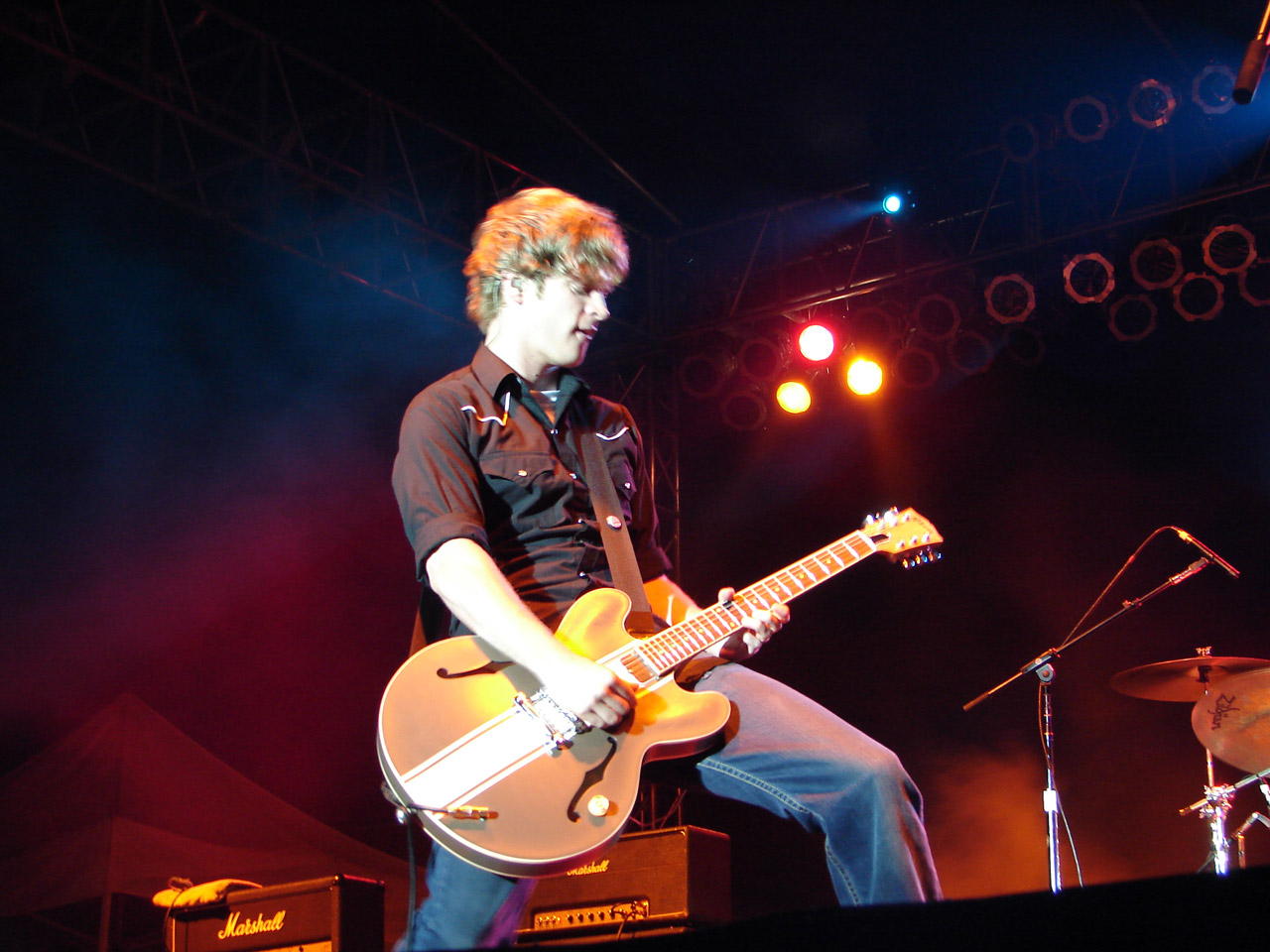
2006年7月2日

## 私生活
カナダ、オンタリオ州セントキャサリンズ市生まれ。彼の両親は、彼が6歳のときに離婚。当時、彼はカナダのオンタリオ州にあるスティーヴンスヴィルに住んでいた。その後、彼の母親が再婚し、家族はアメリカ合衆国オハイオ州、ボリバーに移り住む。そこで、将来のバンドメンバーとなるマット・フープスや、ブライアン・ピットマンと出会う。彼らは、小学校1年か2年生の頃からお互いを知っていると3人共に言っている。
ティーセンは、2005年にアメリカ合衆国のポップ歌手ケイティ・ペリーと交際をしており、彼女の初期のレコーディング活動中、彼女やプロデューサーのグレン・バラードと共に作曲をしている。
共同作曲の "Long Shot" は、2009年にKelly Clarksonのアルバム All I Ever Wantedに収録された。
2008年に、ティーセンはデトロイトのラジオ番組の司会者シャノン・マーフィーにプロポーズをしたと発表される。2人は2009年の8月に結婚式を予定していたが、同年12月、マーフィーはティーセンが不誠実であったとし、婚約は破棄された。